# Eupithecia rosalia
Eupithecia rosalia là một loài bướm đêm trong họ Geometridae.